# Gradačac

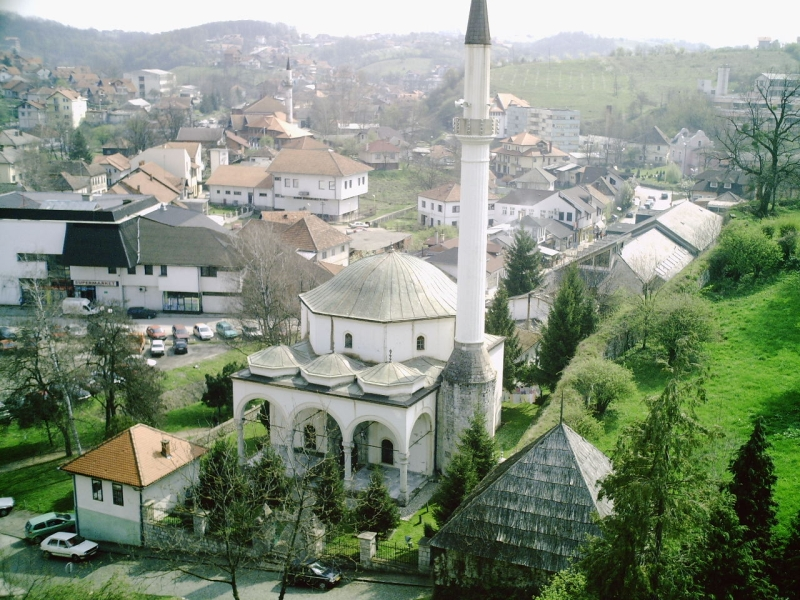
Die Husein-Moschee in Gradačac

Gradačac (serbisch-kyrillisch Градачац) ist eine Stadt im Kanton Tuzla im Norden von Bosnien-Herzegowina. Gradačac liegt am Fluss Gradašnica zwischen den Gebirgen Majevica und Trebava und hat knapp 42.000 Einwohner.

## Geographie
Gradačac ist Teil der Region Bosanska Posavina, zu der noch acht weitere Städte gehören: Bosanski Brod, Derventa, Doboj, Odžak, Bosanski Šamac, Modriča, Orašje und Brčko. Diese Städte liegen alle auf der rechten Seite des Flusses Save.

## Geschichte
Diese Region wurde schon zur Zeit des Neolithikum besiedelt, denn das Land war sehr fruchtbar, reich an Wasser dank der Flüsse Usora, Ukrina, Sava und Bosna, die auch noch reich an Fischvorkommen waren. Die Wälder boten ausreichend Wild zum Jagen. Mit der Ankunft der Römer wurden erste Straßen und größere Siedlungen mit Infrastruktur gebaut. Zum Bauen wurden Stein und Backstein benutzt. Der erste bosnische König Tvrtko I. schloss die Posavina an Bosnien an.
Im 15. Jahrhundert wurde Posavina wieder Teil der ungarischen Monarchie, und so blieb es bis 1463, bis auch die Posavina von den Osmanen okkupiert wurde. Im Jahre 1719 wurde ein Friedensvertrag zwischen dem Osmanischen Reich und Österreich-Ungarn unterzeichnet, mit dem die Grenzen zwischen Kroatien und Bosnien festgelegt wurden, die sich mit einer kurzen Unterbrechung zwischen 1939 und 1944 bis heute nicht geändert haben. In der Kriegszeit zwischen den Jahren 1788 und 1792 verließ die mehrheitlich kroatische römisch-katholische Bevölkerung das Gebiet der Bosanska Posavina. Nach dem Friedensvertrag zwischen Österreich-Ungarn und dem Osmanischen Reich siedelten sich erneut Kroaten in der Posavina an.
Nach dem Berliner Kongress von 1878 kam Bosnien und Herzegowina und damit auch das Gebiet um Gradačac vollständig unter den Einfluss Österreich-Ungarns. Mit dem Zerfall der k.u.k. Monarchie nach dem Ersten Weltkrieg wurde Gradačac Teil des Königreiches der Serben, Kroaten und Slowenen. Am 29. August 1939 wurde die Banschaft Kroatien innerhalb des Königreichs Jugoslawien gebildet, die 1941 in den faschistischen Unabhängigen Staat Kroatien aufging. Nach dem Zweiten Weltkrieg war Gradačac wieder Teil von Bosnien und Herzegowina, nunmehr der Teil des sozialistischen Jugoslawiens. Durch die Auswirkungen des Bosnienkriegs von 1992 bis 1995 gehört der größte Teil der Bosanska Posavina heute zur Republika Srpska, während Gradačac im Ergebnis des Dayton-Vertrags in die Föderation Bosnien und Herzegowina eingegliedert wurde.

## Bevölkerung
Gradačac hat rund 48.000 Einwohner und ist damit die fünftgrößte Stadt im Kanton Tuzla. Bis Mitte des 18. Jahrhunderts war die Gegend um Gradačac nur spärlich bevölkert, erst Ende des 19. und Anfang des 20. Jahrhunderts entwickelte sich Gradačac zur Stadt.
Entsprechend der letzten durchgeführten Volkszählung im Jahre 1991 lebten in der Gemeinde Gradačac 56.581 Einwohner in 38 Ortsgemeinschaften.
| Bosniaken  | 33.856 (59,83 %) | 31.219 (57,51 %) | 26.905 (55,60 %) |
| Serben     | 11.221 (19,83 %) | 11.727 (21,60 %) | 12.455 (25,74 %) |
| Kroaten    | 8.613 (15,22 %)  | 9.011 (16,60 %)  | 8.447 (17,45 %)  |
| Jugoslawen | 1.436 (2,53 %)   | 1.771 (3,26 %)   | 321 (0,66 %)     |
| andere     | 1.455 (2,57 %)   | 553 (1,01 %)     | 256 (0,52 %)     |
| Gesamt     | 56.581           | 54.281           | 48.384           |

## Sehenswürdigkeiten
- Kula (Turm von Husein Gradaščević)
- Ein Schloss
- Die Seen Vidara und Hazna
- Gepanzerter Zug vom Angriff der Serben von 1992

Da der Hauptmann der Stadt, Husein Kapetan Gradaščević, während der osmanischen Zeit Bei war, hat das Städtchen eine gewisse geschichtliche Bedeutung für ganz Bosnien. Das frühere Haus der Gradaščević-Familie wurde 1786 errichtet und dient heute als Museum. Außerdem gibt es in der Altstadt noch zahlreiche kulturelle Institutionen, die nach Husein Kapetan Gradaščević benannt wurden, wie ein weiteres Museum, eine Galerie und eine Bibliothek.
Ein weiteres Merkmal der Stadt ist die durch das schmale und hohe Minarett charakteristische und aus dem Jahre 1786 stammende Husein-Moschee.

## Wirtschaft und Landwirtschaftsmessen
In Gradačac gibt es eine metallverarbeitende Industrie seit 50 Jahren. Die Firma „TMD“ AG aus Gradačac und die Firma „CIMOS“ AG Koper, Slowenien, kooperieren seit 2001 bei der Produktion von Turbokompressorteilen.
Jedes Jahr findet in der letzten August-Woche eine Landwirtschaftsmesse statt, manchmal auch „Zwetschgenmesse“ genannt. Sliwowitz wird als Exportprodukt aus den aus Gradačac stammenden Zwetschgen hergestellt.
Außerdem werden auf der Messe die Firma RINDERZUCHT AUSTRIA und die Exportfirma Martin Schwaninger vertreten. Dank der Kooperation mit der Firma RINDERZUCHT AUSTRIA steigerte die Molkerei INMER aus Gradačac ihre tägliche Lieferleistung von 10.000 kg pro Tag auf über 40.000 kg und nach dem Verkauf an den französischen Großkonzern LACTALIS sollte die Leistung auf bis zu 200.000 kg pro Tag steigen.

## Verkehr
Der Ort ist über die Autobahn von Zagreb nach Belgrad oder über die Straße von Tuzla nach Županja zu erreichen.

## Partnerschaften
Partnerstadt ist Düren in NRW. Die Partnerschaft zwischen den Städten Gradačac und Düren besteht seit 2001. Die Urkunde wurde von Dürens Bürgermeister Paul Larue und von Gradačac Bürgermeister Ferhat Mustafić am 16. August 2001 in Gradačac und am 23. Februar 2002 in Düren unterschrieben.
Die Menschen der jeweiligen Städte können einander verstehen, denn beide Städte wurden im Krieg verwüstet und boten auch beide Asyl für Flüchtlinge.
Die Zusammenarbeit wird in einigen Bereichen sichtbar, so zum Beispiel gibt es drei Schulpartnerschaften und Dürener Betriebe bemühen sich der Gemeinde Gradačac beim Aufbau der Infrastruktur zu helfen.
In Düren wurde 1999 sogar der Verein „Dürener Freundeskreis für Gradačac und Bosnien e. V.“ gegründet. Die Mitglieder versuchen, Menschen in Not in Gradačac ein wenig unter die Arme zu greifen.
Eine weitere Partnerschaft besteht mit Castenedolo.

## Persönlichkeiten
- Husein Gradaščević (1802–1834), osmanischer Kapetan von Gradačac und Wesir des Eyâlet Bosnien
- Wilhelm Blaindorfer (1905–1977), Abt des Benediktinerstiftes St. Lambrecht
- Hasan Kikić (1905–1942), Schriftsteller
- Fadil Novalić (* 1959), ehemaliger Premier der Föderation Bosnien und Herzegowina und Geschäftsmann
- Zijad Klopić (* 1967), Turbo-Folk-Sänger und Produzent
- Ivona Brandic (* 1977), Wirtschaftsinformatikerin
- Marinko Jurendić (* 1977), Schweizer Fußballspieler, -trainer und Funktionär
- Damir Doborac (* 1980), Handballspieler
- Dario Damjanović (* 1981), Fußballspieler